# SV Aue Liebenau
Der Sportverein Aue Liebenau von 1919 e. V. ist ein Sportverein aus Liebenau, Niedersachsen. Er wurde am 24. August 1919 gegründet und ist mit 405 Mitgliedern in den Sparten Handball, Fußball und Tischtennis einer der mitgliederstärksten Sportvereine in der Samtgemeinde Weser-Aue und im Landkreis Nienburg/Weser.
Gegründet als Fußballverein, wurde der SV Aue Liebenau vor allem durch die Erfolge seiner Handballabteilung bekannt, deren Mannschaften in zwei längeren Episoden (von 1981 bis 1993 und von 2009 bis 2013) in der Handball-Oberliga Niedersachsen spielten. Der Verein ist zudem der Heimatverein des ehemaligen Handball-Bundesliga-Spielers Kilian Kraft.

## Geschichte
Die Geschichte des Vereins geht bis in die Vorkriegszeit des Ersten Weltkriegs zurück, als der Lehrer Henry Pape, der selbst ein Fußballspieler bei Hannover 96 gewesen war, die Jugendlichen um sich scharte, um ihnen das Fußballspielen beizubringen. Nach dem Ende des Ersten Weltkriegs gründeten die Schüler Papes am 24. August 1919 den SV Aue Liebenau. In seiner 100-jährigen Vereinsgeschichte stellten alle Abteilungen des Vereins (Fußball, Handball und Tischtennis) gleich mehrfach die Spitzenmannschaften im Landkreis Nienburg/Weser.

### Fußball
Die Fußballer des SV Aue Liebenau repräsentierten den Landkreis über viele Jahre auf Bezirksebene und stellten in den 70er Jahren noch vor dem Dauerrivalen ASC Nienburg die erfolgreichste Mannschaft des Kreis-Nienburger Fußballs. Die Fußballer des SV Aue Liebenau führen darüber hinaus seit mehreren Jahren die Ewige Tabelle der Fußball-Kreisliga Nienburg/Weser an und gelten damit als Dino des Nienburger Fußballkreises.

### Handball
Die Damenhandballmannschaft des SV Aue Liebenau schaffte im Jahr 2001 als bislang einzige Damenhandballmannschaft im Landkreis Nienburg/Weser den Aufstieg in die Oberliga Niedersachsen. In der Saison 2010/11 qualifizierte sich die Mannschaft für den DHB-Pokal und unterlag in der ersten Runde der TSV Burgdorf mit 25:41.
Zuletzt spielten die Herren in den Jahren 2009 bis 2013 wieder in der höchsten Spielklasse Niedersachsens.
Die späten 1970er und frühen 1980er Jahre waren geprägt von den Erfolgen der ersten Herrenmannschaft der Handballsparte, die einen steilen Aufstieg hinlegte. Die Mannschaft sicherte sich zunächst im Jahr 1977 die Meisterschaft in der DSL-Liga, ehe sie unter der Ägide des ehemaligen Nationaltorwarts Wilfried Meyer einen Durchmarsch von der Bezirksklasse über die Bezirksliga bis in die Oberliga Niedersachsen gelang, wo die Mannschaft von 1981 bis 1993 spielte. 1987 wurde der SV Aue Liebenau dort Vizemeister hinter dem TSV Hannover-Anderten, während die Mannschaft 1982, 1985 und 1988 jeweils Dritter wurde.

### Tischtennis
Neben den Fußballern und Handballern vertraten auch die Tischtennisspieler den Verein gleich mehrfach in der Bezirksliga (zuletzt 2015/16), sodass auch sie zu den besten Tischtennisspielern im Landkreis Nienburg/Weser gehörten.